# Vera Sokolova
Pour les articles homonymes, voir Sokolova.
Vera Aleksandrovna Sokolova (en russe : Вера Александровна Соколова; née le 8 juin 1987 en Tchouvachie) est une athlète russe spécialiste de la marche athlétique.

## Carrière
Elle remporte la médaille d'or du 5 000 m marche lors des Championnats du monde jeunesse 2003, et se classe troisième du 10 000 m lors des Championnats du monde juniors 2004. L'année suivante, la Russe s'adjuge le titre continental junior du 10 000 m marche en établissant un nouveau record du monde junior en 43 min 11 s 34. Elle termine quatrième des Championnats du monde juniors 2006.
En 2010, Vera Sokolova remporte la médaille de bronze du 20 kilomètres marche lors des Championnats d'Europe de Barcelone, s'inclinant face à ses compatriotes Olga Kaniskina et Anisya Kirdyapkina. Après la suspension de Kaniskina elle se verra réattribuer la médaille  d'argent. L'année suivante, Vera Sokolova remporte les championnats de Russie de marche athlétique à Sotchi en battant le record du monde de la discipline en 1 h 25 min 08 s. Ce temps constitue encore aujourd'hui le record d'Europe de la discipline. 
En 2013, aux Championnats du monde à Moscou, lors de l'épreuve du 20 km marche, Vera Sokolova occupe la troisième place à l'entrée du stade Loujniki, bien partie pour décrocher la médaille de bronze derrière ses compatriotes Elena Lashmanova et Anisya Kirdyapkina. A quelques centaines de mètres de l'arrivée, elle est sanctionnée d'un troisième carton rouge et se trouve donc disqualifiée. La médaille de bronze revient à la Chinoise Liu Hong.
Elle fait partie des marcheurs entraînés par Viktor Chegin qui a été suspendu pour dopage de ses athlètes par EPO. Elle n'est pas sélectionnée pour les Championnats du monde de 2015.

## Palmarès
| Date | Compétition                   | Lieu      | Résultat | Épreuve         | Performance     |
| ---- | ----------------------------- | --------- | -------- | --------------- | --------------- |
| 2004 | Championnats du monde juniors | Grosseto  | 3e       | 10 000 m marche | 46 min 53 s 02  |
| 2010 | Championnats d'Europe         | Barcelone | 2e       | 20 km marche    | 1 h 29 min 32 s |
| 2014 | Championnats d'Europe         | Zurich    | 4e       | 20 km marche    | 1 h 28 min 24 s |

## Records
| Épreuve      | Temps                    | Lieu   | Date            |
| ------------ | ------------------------ | ------ | --------------- |
| 20 km marche | 1 h 25 min 8 s (AR) (NR) | Sotchi | 26 février 2011 |